# الشطار (زمن الأخطاء)
الشُّطّار أو زمن الأخطاء (إنجليزية:Time of Errors, also called Streetwise) هي رواية للكاتب محمد شكري صُدِرت عام 1992، وتعتبر الجزء الثاني لسيرته الذاتية الخبز الحافي. سلَّطت الرواية على شذرات من حياة الكاتب القاسية والصعبة. فبعد طفولة مسحوقة عاشها وسط عالم دُنوي مليء بالجهل والبؤس والفقر والاضطهاد والاستغلال الجسدي والنفسي التي تعرف عليها عالم الأدب في روايته الخبز الحافي، تنطلق أحداث هذه الرواية من بداية زهور شباب عمره والتي لا تقل هذه المرحلة من حياته بؤساً عن طفولته ومراهقته، إلا أنه في هذه المرحلة قرر أن يكتشف رموز العالم التي كانت تخفى عليه، قرر: تعلم القراءة والكتابة. عالجت الرواية كذلك الجانب العاطفي من حياة الكاتب: تجربته مع الحب، الجنس، والمرأة. وكذلك الجانب الوجودي: القدر، الموت، الحتمية.

تميزت الرواية بأسلوب كتابة سلس وشاعري ندَّت عن قوة حياة الكاتب وواقعيتها: إنها حياة بطل شطاري في أرض دنِسة لا مكان للمقدس فيها.

## الترجمات
ترجمت للفرنسية محمد غولابزوري Le temps des erreurs سنة 1994، وترجمتها للإسبانية Tiempo de errores كريمة حجاج.

## قراءة
يُعرف محمد شكري بأسلوبه الأدبي الذي يجمع بين السيرة الذاتية والشهادة الاجتماعية، حيث لا يرى في الكتابة مجرّد عملية تنسيق أو تأليف أدبي، بل يعتبرها شهادة حية على واقع مضطرب وفوضوي. تبتعد أعماله عن التهويم الخيالي، وتعتمد بدلاً من ذلك على تجارب شخصية واقعية عميقة، عاشها في عالم قاسٍ وهامشي. ولا يحتاج شكري إلى تحفيز خياله لخلق شخصيات أو أحداث، إذ إن مسيرته الحياتية نفسها توفّر المادة الخام لأدبه. ففي أعماله، كما في روايته "الخبز الحافي"، تتجلى قوة الحياة بوصفها بديلاً عن الزخرف اللغوي، مع تركيز على تصوير التناقضات الإنسانية، من الخير والشر، إلى المجد والانحطاط. ويُلاحظ أن شكري كان في الوقت نفسه منغمسًا في تجاربه الحياتية ومراقبًا لها بعين ناقدة، مما منح أعماله صدقية وتفرّداً في الأدب العربي الحديث.

## النوع الأدبي
الكتاب هو سيرة روائية تنتمي إلى الأدب الواقعي الاجتماعي المغربي، تصف بحرفية أدبية قاسية الحياة على هامش المجتمع، وتُظهر الجانب المظلم من تجربة العيش في المدن المغربية خلال فترة ما بعد الاستعمار. الرواية هي الجزء الثاني من ثلاثية محمد شكري الشهيرة، التي تبدأ بـ "الخبز الحافي" وتختتم بـ "وجوه"، وتتميز بأسلوبها الصريح والجريء الذي يكشف عن معاناة المهمشين والفئات المسحوقة.

## الزمان والمكان داخل الرواية[7]
● الزمان: تجري الأحداث في فترة ما بعد الاستعمار (الخمسينيات والستينيات)، وهي فترة تحولات كبيرة في المجتمع المغربي، حيث تنتقل البلاد من تأثيرات الاستعمار إلى محاولات بناء هوية وطنية، في ظلّ بقاء العديد من التحديات والصعوبات الاجتماعية والاقتصادية.
● المكان: تدور أحداث الرواية في مدينة طنجة، وهي مدينة ساحلية عرفت بتعدد ثقافاتها واختلاطها بحضاراتٍ مختلفة. وقد كانت طنجة -الدولية- مركزاً للأحداث، حيث صوّرها الكاتب كمكانٍ مزدحمٍ بالمهاجرين، والفقراء، والمتشردين. حيث أصبحت الشوارع والأزقّة رمزاً للضّياع والصّراع.

## الشخصيات والعلاقة بينها
اتّسمت العلاقات بين الشخصيات بالاعتماد المتبادل، حيث كانت تبحث جميع الشخصيات عن وسائل للبقاء في ظلّ ظروف اجتماعية صعبة.
● محمد (بطل الرواية): وهي شخصية محورية تمثل الكاتب نفسه، يعيش تناقضات الحياة ويحاول فهم واقعه المتأزم.
● حميد: هو صديق البطل الذي يشاركه تجارب التّعلم والمغامرات في المدينة.
● عائشة: فتاة تعيش حياة قاسيةً على هامش المجتمع، تمثل نموذجاً للمهمشين الذين يبحثون عن الأمان في عالم مليء بالقسوة.
● مجموعة الشّطار: وهي شخصيات فرعية تعكس الجوانب المختلفة للهامشية الاجتماعية، بما في ذلك المجرمين، والمتسولين، والبغايا.
● مدير المدرسة: وهو يمثّل السلطة التعليمية والتحديات التي واجهها شكري في مسيرته التعليمية.
● العائلة: تظهر العائلة بشكلٍ ثانوي ورمزي، ولكنها تُبرز خلفية محمد التي تركها وراءه، حيث كانت تمثل القيود التقليدية التي أراد الهروب منها.
1. زهرة دون رائحة
2. حين يفّر السادة يموت العبيد
3. أول درس
4. في المطعم
5. القمل المحروق له رائحة بشرية
6. مدامع العشاق الثلاثة
7. المرواني
8. عناد الحب القاسي مثل خبز الفقراء
9. لكنها امرأة طيّبة
10. الملح لا يزهر أبدا
11. زيارة
12. عسل الجمال البشري
13. البعد الحلو
14. الجمال المستعاد
15. طائر السعادة
16. الحالمون
17. روساريو
18. من العسل إلى الرماد
19. العيش في زمن الأخطاء
20. المنسيون
21. سارّة
22. وفي السماء طيور بلا أرجل
23. النرجسيون
24. علبة الوقيد
25. بخور
26. لوشوڤاليي
27. باتريسيا
28. حصار
29. مايوركا
30. موت الأم
31. عشق ما لا يمكن أن يكون
32. طنجيس

## ملخص الرواية
تتناول الرواية رحلة الشاب محمد (الذي يمثل الكاتب نفسه إلى حد كبير) من حياة التشرد في شوارع طنجة إلى اكتشاف عالم الشطار، وهم الشخصيات التي تعيش على الهامش بطرق غير تقليدية، مثل الاحتيال والصعلكة والدعارة. هناك حيث ينغمس في عوالم مليئة بالإغراءات والأخطاء، محاولاً شقّ طريقه في حياة تبدو مليئة بالفوضى.
الرواية تصور صراعاً داخلياً بين القيم الأخلاقية والانجراف نحو الممارسات الخاطئة، حيث ينقل الكاتب قسوة الحياة اليومية التي يواجهها المهمشون، مسلّطاً الضوء على الأزمات الاجتماعية، الاقتصادية، والثقافية في المغرب آنذاك.

## النقد و الآراء[8][11]
علّق الكاتب المغربي إبراهيم الخطيب عن هذه الرواية حيث رأى أن: ""زمن الأخطاء" عمّقت الجرح الذي بدأه محمد شكري في "الخبز الحافي"، حيث يواجه القارئ قسوة الواقع بلا تجميل، مما يجعل الرواية عملاً شجاعاً في مواجهة المحظورات الأدبية والاجتماعية".
وقد اعتبر الناقد المغربي محمد برادة أن الرواية: "تعكس صراعاً داخلياً بين القيم الأخلاقية والانجراف نحو الممارسات الخاطئة.. مسلطاً الضوء على الأزمات الاجتماعية والاقتصادية في المغرب".
كما وصف الناقد جميل حمداوي الرواية بأنها: "سيرة أوطوبيوغرافية بيكارسكية واقعية، تنقل واقع المنبوذين والمهمشين في المجتمع المغربي، وتقدم نقداً اجتماعياً من خلال سرد تجاربهم"
بينما انتقد الروائي المغربي بنسالم حميش "هذه الجرأة الزّائدة التي تصل أحياناً إلى حدّ الصّدمة، لكنه اعتبرها ضرورةً فنية لإظهار بشاعة الواقع الذي يعبر عنه شكري".

## اقتباسات
- «إن الفقراء هم الحالمون الحقيقيون»
- «إن الانسان هو كيف ينتهي و ليس كيف يبدأ»
- «هذه هي مهمة الفن:أن نجمّل الحياة، حتى في أقبح صورها»
- «إنه مستعد دائماً أن يبدأ حياة جديدة.. لا يتعلّق في شيء.. ففي نظره، أن كل شيء هش وقابل للسقوط والإنكسار»
- «لكي نقهر فكرة الموت لا ينبغي لنا أن نتصور أنفسنا ميتين. إنه مصيرك مع نفسك. لا يخص أحداً و لا تنتظر من يؤاسيك. اعتبر نفسك خالداً و لو في الوهم. لا يقهر الموت الا حب الحياة»
- «إن المرأة التي أعيش معها دائما, إن لم تجعلني أعزف عن كل النساء فليست هي المرأة التي ينبغي أن أعيش معها، ينبغي أن تكون كل النساء, وكل النساء لسن هي، إذا انطفأت الشموع يضئ كلانا الأخر، إذا حجبونا بستار سميك أراها و تراني(..) المرأة النور الخارق,المرأة الشفافة, لم أجدها بعد.. فـ الوقت الذي كنت اكتب فيه مثل هذه الخواطر عن المرأة المثالية كنت أستعذب مضاجعة أحط النساء في البيوت الخفية، المتبقية في مواخير طنجة، انحلال الروح في الجسد هذا ماكان ممكنا لي في هذه المرحلة، و ربما كان هذا قدري»